# Bankei Jotaku
Bankei Jotaku (japonsko 盤珪永琢), japonski zen mojster, posmrtno počaščen s cesarskim nazivom Kokusči »narodni mojster«, * 1622, Hamada, Japonska, † 1693, Japonska.

### Zgodnje življenje
Bankei Jotaku se je rodil leta 1622 v provinci Harima, kot sin izšolanega samuraja, Suge Dosacuja, ki je bil naklonjen medicini. V otroštvu je nosil ime Muči in čeprav je kazal znake inteligence, je bil nagajiv otrok. Po očetovi smrti sta ga vzgajala mati, kateri je bil izjemno vdan, in starejši brat. Naslednje leto je pričel s šolanjem in začel študirati stare kitajske konfucijanske klasike, vendar so ga besedila močno zmedla.
Nekega dne mu je učitelj prebral prvo vrstico Učenja: »Pot učenja je v razjasnitvi svetle vrline«. Bankei je učitelja prosil za pojasnilo pomena citata, vendar gaodgovori, ki jih dobi, ne zadovoljijo. Pomankanje razumevanja je v njem rodilo ogromno vprašanj in dvomov zato je izkoristil vsako priložnost za povpraševanje ostalih o njihovem znanju. Postavljal je prodorna vprašanja konfucijanskim in budističnim učenjakom in se udeleževal verskih srečanj v iskanju odgovorov.
Njegova potreba po odgovorih je posatla tako močna da je opustil študij. Leta 1633 so ga izgnali iz družinskega doma. Družinski prijatelj, Jukan Nakahori, mu je dovolil ostati v bližnji koči. Bankei je zaradi svoje izvirnosti in nenavadne narave kočo poimenoval »Puščava prakse« in te besede vklesal na tablo, ki jo je postavil pred kočo.

### Budistično urjenje
Bankei je v tem času vrjetno začel prakticirati šin budizem. Pri petnajstih se je začel izpopolnjevati v tantričnem budističnem templju Šingon, kjer se je bolj poglobil v preučevanje budističnih sutra - besedil. Vendar ni bil zadovoljen s šingonskim tantričnim formalizmom in je sledeče leto tempelj zapustil. Odšel je v pokrajino Ako, kjer se je v Zuio-dži spoznal Umpo Zendžo, meniha sekte Rinzai. Meniha je vprašal po pomenu svete vrline, na kar mu je menih svetoval da je edina pot do takšnega spoznanja mogoča skozi vadbo zanzena. Ta nasvet je Bankeja navdušil, zato ga je Umpo posvetil v meniha. Takrat dobi svoje budistično ime Jotaku (tj. »dolgo poliranje kamna uma«).
Kmalu za tem ko je dopolnil devetnajst let je zapustil Džuio-dži in odpotoval skozi Kjoto, Osako in Kjušu, v iskanju odgovora na svoje vprašanje. Med svojimi potovanji je bival v templjih ali spal v puščavah in se potepal kot berač. Leta 1645 se je pri 24-ih letih vrnil v Džuio-dži, nič pametnejši kot na dan, ko je odšel. Tedaj mu Umpo pove, da lahko odgovor, ki ga išče najde le v sebi in ne preko posrednika. Kmalu po vrnitvi je zgradil majhno kočo v bližnji vasi in v njej živel kot puščavnik. Več ur je sedel in se posvečal vadbi zanzena pri čemer je opustil telesno udobje in se osredotočil na popolno razumevanja življenja. Tako je deloval več let in zaradi zanemarjanja telesa zbolel za tuberkulozo. Poiskal je zdravniško pomoč, a mu je bila napovedana le smrt.

### Uresničevanje nerojenega
Med to izkušnjo bližine smrti je Bankei spoznal nerojeno. Pozneje je o tem pričeval: 
V grlu sem začutil čuden občutek in pljunil ob steno. Po steni se je skotalila gmota črne sluzi v velikosti velike borovnice...Nenadoma, prav v tistem trenutku, sem spoznal, kar se mi je do takrat izmikalo: vse stvari so popolnoma rešene v nerojenem.
S tem razkritjem se njegovo spraševanje ustavi in njegovo telesno stanje se izboljša. Pridobil je dovolj moči, da je lahko spet potoval, in se vrnil k Umpu, da bi delil svoje izkušnje. Umpo potrdi njegovo razsvetljenje in ga poslal h Gudu Tošokuju, drugemu mojstru Rinzaia, da prav tako potrdil to izkušnjo.

### Iskanje potrditve
Pri 26 letih je Bankei odšel v prefekturo Gifu, v Daisen-dži, kjer je bil opat Gudo. Toda ko je prišel, je bil Gudo odsoten in Bankei je obiskal druge zenovske učitelje. Noben od njih ni mogel potrditi njegovega razumevanja. Po enem letu življenja na podeželju v okolici Daisen-dža Bankei ponovno obišče Umpo. 
Leta 1651 Bankei sliši, da je v Nagasaki prispel mojster čana Doša Čogen. Umpo mu svetuje, naj ga obišče. Bankei je našel Došo Čogena v templju Sofuku-dži v kitajskem slogu. Doša je potrdil Bankejevo razumevanje s prvega srečanja, vendar dodal, da je to razumevanje nepopolno. Ta pripomba je užaljila Bankeja, vendar jo je vseeno spejel. Kljub temu je ostal v templju in nekaj časa opazoval Doševo učenje ter končno razumel, da je imel Doša prav. 

### Končno prebujenje
Bankei je živel z drugimi menihi v templju, z njimi ni želel peti kitajskih suter. Leta 1652 je Bankei med skupno meditacijo z drugimi menihi doživel končno razsvetljenje. Doša mu je to potrdil naslednji dan: Bankei je končno rešil veliko vprašanje. Bankei je zavrnil visok položaj v samostanu in se raje odloči za skromno življenje v kuhinji. Naslednje leto se je Bankei za kratek čas vrnil v Harimo, nato pa se je preselil v Jošino v prefekturi Nara, kjer je živel kot puščavnik. V gorah Jošino je Bankei v tišini svojega umika pisal budistične pesmi o nerojenem.

## Nauki

### Nerojeno
Nerojeno (japonsko fušo) je prevod sanskrtskega izraza anutpada, ki se deli na dve besedi:
- An, ki je predpona ne (japonsko fu)
- Utpada, kar pomeni geneza, rojstvo (japonsko šo).[web 1]

Kombinacija teh dveh izrazov torej pomeni, da nima izvora, ne nastane.
Budistična tradicija uporablja izraz anutpada, ki označuje odsotnost izvora ali sunjate. Izraz najdemo tudi v Lankavatara sutri, kjer je izenačen z izrazom sunjata, praznina. Po mnenju D. Suzukija, anutpada ne pomeni nasprotje utpadi, temveč nasprotje presega. Beseda kaže na pogled na resnično naravo obstoja, na to, da so »vsi predmeti brez snovi«. 
Sprva je Bankei uporabljal izraz fušo fumecu, ki ga lahko prevedemo kot nerojenje in ne-smrt ali brez ustvarjanja in brez uničenja. Kasneje pa Bankei uporablja le izraz nerojen, saj je logično nemogoče reči, da je nekaj uničeno, kar ni bilo ustvarjeno, zaradi česar je izraz večni odveč.

### Doseganje nerojenega
Čeprav je nerojenost naravno stanje človeka, je za osvoboditev jaza iz iluzije, dvojnosti misli in fiksacij (nen) potrebna »kritika jaza« in ne praksa zazena ali koana. Po Bankeiju je iluzija, ki se rodi iz »egoistične želje«, in nen »podobe videnih in slišanih stvari«. Od teh iluzij in fiksacij se lahko ločimo na naslednji način: »Če nikoli ne poskušamo preprečiti ali spodbuditi misli, bodo zagotovo minile same od sebe.«  

### Znani citati
“V kritiziranju, učitelj upa, da nauči. To je vse.”
“Globoko v sebi, načeloma, smo nerojeni. Nikoli ne obstajamo in nikoli ne nehamo obstajati. Vsi ti prihodi in odhodi so samo utripi v vzorcu.” 

### Objavljeni sklici
1. ↑  Record #11884380X // Gemeinsame Normdatei — 2012—2016.
2. ↑  Faceted Application of Subject Terminology
3. ↑  Waddell. 10, 11
4. ↑  Renard 2010, str. 157.
5. ↑  Bhattacharya 1943, str. 49.
6. ↑  Renard 2010, str. 160.
7. ↑  Suzuki 1999.
8. ↑  Suzuki 1999, str. 168.
9. ↑  Ryoen 1999, str. 301.
10. ↑  Ryoen 1999, str. 301-302.

### Spletni sklici
1. ↑  »Sanskrit Dictionary for Spoken Sanskrit, Utpāda«. Arhivirano iz prvotnega spletišča dne 20. junija 2017. Pridobljeno 15. februarja 2013.
2. ↑  Sanskrit Dictionary for Spoken Sanskrit, Anutpāda